# 托夫斯捷 (拉多梅什利區)
50°28′28″N 29°24′5″E / 50.47444°N 29.40139°E
托夫斯捷（烏克蘭語：Товсте）是烏克蘭北部的村莊，隸屬日托米爾州的日托米爾區。該村面積0.38平方公里，海拔高度159米，2001年人口63，人口密度每平方公里165.79人。